# 夏目三法
夏目 三法（なつめ みのり、1953年9月29日 - ）は、日本の実業家。大阪府出身。

## 人物・来歴
1973年夏目石油株式会社入社、1983年に夏目運送基幹システムをハドソンと開発、マイコンによる配車システムを導入。
1997年11月、大阪府大阪市西区にて「ホットポット」を創業し、ホームページ制作及びマルチメディアコンテンツプロバイダーとして、無料レンタル掲示板事業、レンタルサーバ事業を開始。1998年5月、大阪市西区西本町二丁目4番10号に「株式会社ホットポット」を設立。ホームページ制作及びマルチメディアコンテンツプロバイダーとして業務開始。
イー・ガーディアン創業（2010年12月東証マザーズ上場6050）。
エディア取締役会長就任後、2012年4月ぺぱれす株式会社起業。
2014年フォトエナジー株式会社を起業　2017年10月リアルエステートオンライン株式会社へ社名変更
2020年12月CLASSIX株式会社へ社名変更
2020年12月ArtTech　アート×ＶＲの展示場を開始
2021年5月オンライン賃貸仲介サイト「ai66」を開始

## 著書
- 『お店のIT化ツールあなたのお店がMECHA e SHOPで8倍元気になる！―ケータイ＆PC連動型「販促」＋「ノンリスク通販」の仰天！商売革命』主婦の友社（2009 / 07 出版）[1]

## 家族
- 娘：夏目三久 - 元フリーアナウンサー、元日本テレビアナウンサー。三久の母親とは離婚している[7]。
- 娘婿：有吉弘行 - タレント。元猿岩石。